# Донні Дарко
«Донні Дарко» (англ. Donnie Darko) — культовий американський науково-фантастичний фільм 2001 року. Дебютна робота режисера Річарда Келлі. Оригінальна версія фільму була схвалена критиками, проте провалилася в прокаті. У 2004 році вийшла також режисерська версія, яка довша на 19 хвилин 44 секунди. На 18 вересня 2018 року фільм займав 222-у позицію у списку 250 найкращих фільмів за версією IMDb.
Сюжет описує 28 днів із життя старшокласника Донні Дарко. Зухвалий і високомірний на початку, він починає бачити моторошну особу в костюмі кролика. Слова цього незнайомця приводять Донні до роздумів про суперечність долі та свободи, з котрих йому належить зрозуміти як відвернути майбутній кінець світу.

## Сюжет
У жовтні 1988 року старшокласник Донні Дарко отямлюється вранці на дорозі та вирушає додому, не розповідаючи нікому, що сталося з ним уночі. За столом він брудно жартує про своїх сестер, а старша сестра зауважує, що Донні забув прийняти ліки від психічного розладу. Мати підозрює Донні в низці хуліганств, але той запевняє, що не скоював їх. Вночі хлопець чує голос, що кличе його надвір. Там він бачить чоловіка в костюмі страшного кролика, який попереджає, що за 28 днів настане кінець світу.
Вранці Донні отямлюється на полі для гольфу і, повернувшись додому, виявляє, що вночі на його будинок впала турбіна літака, протаранивши кімнату Донні. Ніхто не може пояснити звідки вона взялася. Батько Донні, Едвард, вважає, що хтось врятував його сина, та якби він загинув, це виглядало б логічним фіналом для психічно хворого хлопця, що своєю поведінкою зневажає всіх навколо. Донні стає знаменитим у школі завдяки своєму таємничому порятунку. На уроці він показово не погоджується з аналізом одного твору, стверджуючи, що руйнування є актом творення. Він хамить учителям і однокласникам, вважаючи, що своїми витівками доводить їхню неправоту, обмеженість чи зарозумілість. В його класі в цей час з'являється нова учениця Гретхен Росс, з якою Донні намагається зблизитись, але робить це незграбно і потім картає себе за це. Він починає сумніватися у своїх силах і правоті.
Донні розповідає своїй лікарці Ліліан Турман про попередження від кролика, котрого він називає Френком. Хлопець тепер регулярно чує голос Френка і якось уночі бачить сон про потоп. Наступного дня школа виявляється затоплена через перерубані труби, а в статую перед нею хтось ввігнав величезну сокиру. Поруч виявляється напис «Він змусив мене це зробити». Уроки скасовують і Донні знайомиться з Гретхен, батько якої поранив матір і втік через психічний розлад. Донні зізнається їй у хуліганствах, які вчинив через свій розлад, і що хотів би компенсувати завдану шкоду.
Поліція намагається за почерком визначити хто лишив напис біля школи, та почерк Донні не збігається. Той однак переконаний, що саме він здійснив уночі хуліганства за наказом Френка. Під враженням від чергової з'яви Френка, де той згадує подорожі в часі, Донні пише вірш, в якому обіцяє врятувати дітей від кінця світу. Він починає цікавитись подорожами в часі, для чого звертається до вчителя фізики. Той позичає книгу «Філософія подорожей в часі», написану Робертою Сперроу. Донні здогадується, що авторка — це стара місцева жителька «бабуся Смерть», котра щодня зазирає в поштову скриньку, хоча туди не приходять листи. Разом з тим він продовжує грубити й пащекувати навколишнім, у тому числі вчителям. Єдиною вчителькою, яку він розуміє, стає вчителька літератури. Книги, які вона дає читати школярам, спонукають Донні замислитися над можливістю опору долі та необхідністю слідувати їй для виконання встановленого вищими силами замислу. Коли до школи приїжджає з лекцією психолог Джим Каннінгем, Донні привселюдно звинувачує його в обмані з метою продати свої книги.
Почавши читати «Філософію подорожей в часі», Донні дізнається, що при порушенні визначеного долею життєвого шляху утворюється дотична (тангенційна) реальність, де події розгортаються інакше. Вона існує лише кілька тижнів і потім колапсує, загрожуючи знищити й первинну реальність. Слідуючи інструкціям з книги, Донні отримує здатність бачити майбутній напрямок руху деяких людей. В книзі вони називаються «маніпульованими», котрі мимовільно спрямовують «живого провідника» у виконанні його місії з відновлення історії.
Гретхен вірить його розповідям і обоє вирішують знайти Роберту. Голос Френка наказує прислати Роберті листа. Коли Донні з Гретхен ідуть в кіно, поруч виникає Френк. Він знімає маску і під нею виявляється молодий чоловік з вибитим оком. Він наказує спалити будинок Каннінгема. Гретхен засинає, а Донні виходить з кінотеатру й підпалює будинок, після чого непомітно повертається. На згарищі виявляється колекція дитячої порнографії, яку поширював Каннінгем, про що пишуть газети.
Напередодні Гелловіну в будинку залишаються тільки Донні і його старша сестра; батько їде у справах, а мати з молодшою дочкою летять на танцювальний конкурс. Донні з сестрою влаштовують вечірку в будинку, куди приходять товариші в різних масках. На холодильнику виявляється записка «Френк був тут, але виїхав за пивом». Донні згадує, що сьогодні той самий день, коли має статися кінець світу. З Гретхен та кількома товаришами він їду до будинку Сперроу. Вони спускаються в підвал, але там на пару нападає хуліган, переконаний, що Донні оббрехав його. В ході сутички Гретхен падає на дорогу і її переїжджає авто. З авто виходить Френк у костюмі кролика, Донні відбирає в нападника пістолет і вбиває Френка, влучивши в око. Сперроу з'являється поруч і запевняє, що Донні повинен поспішати відвернути кінець світу. Згідно з книгою, померлі в дотичній реальності стають «мертвими маніпульованими», які в силу існування в альтернативній історії набувають здатності спрямовувати «живого провідника», переміщуючись у часі.
Несучи тіло Гретхен, Донні повертається та бачить наближення бурі, котра загрожує зруйнувати світ. Вона зароджується на тому ж місці, де Донні отямився на початку фільму. Зрозумівши, що сам став її причиною, «живим провідником», уникнувши смерті, він іде додому і пише Роберті листа. Там він пише, що коли світ зануриться в хаос, лише його воля визначатиме подальший хід історії. Донні має змогу відмовитись, але вирішує не робити цього і слідувати за долею. Після цього він іде в свою кімнату. Літак, на якому летять додому мати й сестра Донні, зазнає через бурю аварії, його турбіна падає на будинок. Історія альтернативної реальності завершується в ту ж мить, коли почалася, зливаючись у єдиній точці. Та Донні цього разу залишається вдома і гине, як визначено йому долею, тим самим рятуючи від смерті в майбутньому Гретхен і свою родину. Слідує цитата з «Філософії подорожей в часі», згідно з якою коли історія виправляється, то учасники альтернативних подій можуть згадувати ці події у снах.
Коли вранці навколо будинку збираються містяни, повз нього проїжджає на велосипеді Гретхен. Хлопчик на вулиці запитує чи знала вона Донні. Гретхен відповідає, що ні, але пригадавши щось, ніяково махає його матері рукою.

## У ролях

Кадр з фільму

- Джейк Джилленгол — Донні Дарко
- Джена Мелоун — Гретхен Росс
- Мері Макдоннелл — Роуз Дарко, мати Донні
- Голмс Осборн — Едвард Дарко, батько Донні
- Кетрін Росс — доктор Ліліан Турман, психіатр Донні
- Джеймс Дюваль — Френк
- Меггі Джилленгол — Елізабет Дарко, старша сестра Донні
- Дрю Беррімор — Карен Померой
- Патрік Свейзі — Джим Каннінгем
- Дейві Чейз — Саманта Дарко, молодша сестра Донні
- Патіенс Клівленд — Роберта Спероу, бабуся Смерть
- Ноа Вайлі — директор Кеннет Моннітофф

- Сет Роген — Ріккі Дантфорт

## Режисерська версія
Схвалення з боку критиків, але при цьому касовий провал через нерозуміння фільму пересічними глядачами спонукали «Newmarket Films», дистриб'ютора фільму на території США, запропонувати Річарду Келлі створити режисерську версію фільму. Цю версію було створено за 9 днів і продемонстровано 29 квітня 2004 року в Сієтлі, після чого 27 серпня відбулася світова прем'єра. Вона на 20 хвилин довша за версію 2001 року, котра тривала 113 хвилин, завдяки включенню видалених раніше сцен. Зокрема, було додано сцену, в якій Лілан відкриває Донні, що його ліки насправді плацебо. Також фільм доповнився сценами, де у школі учні вивчають роман «Небезпечні мандри», сюжет якого перегукується з майбутнім Донні — кролик попереджає навколишніх про лихо, що загрожує їм усім. Крім того, з'явилися крупні плани з очима Донні, хвилями біля узбережжя та відеогрою Out Run, в яку Донні грає разом з Гретхен і програш в якій натякає на прийдешню загибель дівчини під колесами автомобіля.
На додаток до включення видалених сцен було додано цитати та сторінки з книги «Філософія подорожей у часі», раніше доступні окремо на вебсайті фільму.

## Цікаві факти
- Після завершення зйомок перед режисером картини Річардом Келлі постала проблема: було неймовірно складно знайти компанію, яка зважилася би прокатувати фільм, — продюсерів, які звикли до чітких сюжетних конструкцій, дуже бентежила жанрова невизначеність картини. За словами Річарда Келлі, дистриб'ютор фільму в США ніяк не міг знайти потрібний час для виходу картини у прокат, тому що кіно об'єднує в собі безліч жанрів: компанія-дистриб'ютор не уявляла, як вести рекламну компанію. Також, за словами Келлі, «Дарко» міг відразу вийти на відео.
- Фільм був знятий за 28 днів. Події картини також розвиваються протягом 28 днів.
- На вечірці можна помітити, що хтось стрибає на батуті в масці Рональда Рейгана. Це — посилання на фотографію журналіста Хантера С. Томпсона, одягненого в маску Рейгана, що стрибав на батуті.
- Під час розмови з психіатром про секс Донні посилається на серіал «Одружені … та з дітьми» (1987—1997), і зокрема на Крістіну Епплґейт. Спочатку Донні повинен був говорити про Алісу Мілано.
- Спочатку Донні і Гретхен повинні були дивитися в кінотеатрі «CHUD» (1984). Однак виникли складнощі у визначенні власників прав на цей фільм. Тому Сем Реймі запропонував безкоштовно скористатися його ж «Зловісними мерцями» (1981).
- Спочатку Річард Келлі планував, що під час фінальної сцени буде грати пісня «U2» — «MLK». Однак після того, як виникли труднощі в отриманні прав на використання даної композиції, творці вирішили зупинити свій вибір на кавер-версії «Mad World».
- Під час зйомок фільму дівчата танцювали під «West End Girls» групи «Pet Shop Boys». Однак під час пост-продакшна через бюджетні обмеження початкова музика була замінена піснею «Notorious» групи «Duran Duran».
- Спочатку Річард Келлі хотів, щоб Тім Роббінс зіграв батька Донні.
- Чорно-білий постер в кімнаті Донні — це репродукція гравюри Мауріца Ешера.
- Оригінальний постер фільму містив написи, виконані шрифтом у стилі арабської мови. При виході фільму на відео, який відбувся після подій 11 вересня 2001 року, шрифт замінили більш «дружнім» Times New Roman.
- Спочатку Джейсон Шварцман повинен був зіграти Донні.
- Кінотеатр, в якому Донні і Гретхен дивляться фільм «Зловісні мерці» (1981), реально існує.
- У костюм скелета, в який одягнений Донні під час вечірки, також були одягнені герої «Хлопця-каратиста» (1984).
- Річард Келлі спробував відтворити в цьому фільмі загальну атмосферу «Лоліти» (1962) Стенлі Кубрика. На вечірці, Елізабет Дарко (Меггі Джілленхал) одягнена так само, як і Вів'єн Даркблум (Маріанн Стоун) в «Лоліті».
- Під час вечірки на задньому плані можна почути завивання вовка. Цей звук був запозичений з «Американського перевертня в Лондоні» (1981).
- Коли мама Донні телефонує, для того щоб сказати, що вони вилітають на нічному рейсі, чути оголошення — Посадка на рейс 2806 здійснюється біля виходу 42, виліт рейсу в 24:00. Ймовірно, мама Донні говорить про цей рейс. Це — також посилання на звіт часу (28:06:42:12), про який Френк сказав Донні.
- За словами Річарда Келлі, людина у червоному спортивному костюмі — агент «Федерального авіаційного управління».
- Фільм зайняв п'яте місце у списку «10 улюблених фільмів Австралії».
- За словами Річарда Келлі, книга, яку читає Едді Дарко, — «Дивні гості» Стівена Кінга. Однак глядач не бачить обкладинку книги, тому що «якийсь виродок вкрав її під час зйомок». Також у фільмі можна помітити, що Роуз Дарко читає «Воно» Стівена Кінга.
- Події фільму відбуваються в 1988 році. Френк каже Донні, що кінець світу відбудеться через 28 днів, 6 годин, 42 хвилини і 12 секунд. Якщо скласти ці числа, то вийде 88. Коли Саманта запитує, коли у неї будуть діти, Донні відповідає: «Не раніше 8 класу».
- Донні говорить своєму психіатру, що його собака померла, коли йому було 8 років. За словами тележурналіста, пожежа в будинку Джима Каннінгем була погашена близько 8 години ранку. Фінал картини відбувається за один тиждень до президентських виборів 1988 року. Джордж Буш старший був обраний на пост президента 8 листопада 1988. У розмові з одним з учителів Донні говорить про «DeLorean» з фільму «Назад в майбутнє» (1985), яка мала розвинути швидкість до 88 миль на годину, для того щоб зробити подорож в часі. Після затоплення школи, винного намагаються знайти за почерком повідомлення, яке і залишив головний герой біля скульптури собаки, Донні Дарко іде 8 у списку учнів, що вийшли до дошки.
- Перша сцена фільму — це посилання на «Останню спокусу Христа» Мартіна Скорсезе.
- Джим Каннінгем каже, що сигарети, алкоголь і дошлюбний секс є інструментами страху. У фільмі Донні курить сигарети, п'є алкоголь і займається сексом.
- За версією «Film4» фільм посів 9 місце у списку «50 фільмів обов'язкових до перегляду, перш ніж ви помрете»[7].